# Lipotriches clavisetis
Lipotriches clavisetis är en biart som först beskrevs av Joseph Vachal 1910.  Lipotriches clavisetis ingår i släktet Lipotriches och familjen vägbin. Inga underarter finns listade i Catalogue of Life.